# Sverigedemokraternas historia
Sverigedemokraternas historia började när Sverigedemokraterna (förkortat SD) grundades den 6 februari 1988. Sverigedemokraterna är sedan 2010 ett av de åtta partier som är representerade i Sveriges riksdag.
15 juli 2022 publicerades första delen av Sverigedemokraternas vitbok om dess historia.

## Partiets etableringsperiod (1988–1998)

### 1988–1991
Sverigedemokraterna bildades lördagen den 6 februari 1988. Partiets grundare och tidiga förgrundsgestalter utgjordes av personer som dessförinnan varit verksamma i nationalistiska och rasistiska partier och organisationer såsom Framstegspartiet, Sverigepartiet, vit makt-rörelsen och Bevara Sverige Svenskt (BSS). Leif Ericsson (tidigare Zeilon), talesperson för partiet 1988–1989, hade sin bakgrund i BSS och Sverigepartiet. Hans efterträdare Anders Klarström, talesperson för partiet 1989–1992 och partiledare 1992–1995, hade tidigare varit aktiv i nazistiska Nordiska Rikspartiet. Delaktig i grundandet av partiets Malmö-avdelning var Schutzstaffeln-veteranen Gustaf Ekström. I partiets första partistyrelse ingick även BSS:s förste ordförande Sven Davidson samt andra från en rad fascistiska och nazistiska organisationer. Johan Rinderheim var en av grundarna och skrev SD:s första partiprogram.
En lokalavdelning bildades kort därefter i Malmö och dess första årsmöte hölls den 21 februari 1988. Ordförande var Ulf Ranshede (1965–2020), som senare dömdes för misshandel av en 14-årig invandrarpojke. Till styrelseledamot valdes den 80-årige Waffen-SS-veteranen Gustaf Ekström, medan nazistveteranen Gösta Bergqvist var mötessekreterare. Fritz Håkansson, avhoppare från nazistpartiet Nordiska Rikspartiet, blev styrelsesuppleant.
Partiets inledande fas kännetecknades av högerextremism och aktivism. I den första del av Sverigedemokraternas vitbok, som partiet själva presenterade 2022, har de politiska bakgrunderna hos de 30 personer som var med och grundade partiet sammanställts. I denna grundargeneration har den politiska bakgrunden hos 22 kunnat identifieras. Av dessa 22 kan 18 kopplas till BSS och 9 hade sin bakgrund antingen i nationalsocialistiska partier eller i den nazistiska skinhead-miljön. Av denna grundargeneration var det dock endast Anders Klarström som kom att behålla en ledande ställning in på 1990-talet.
Partiet kandiderade i riksdagsvalet 1988 och erhöll 1 118 röster. Samma år inleddes närradiosändningar. Partiet var också aktivt på nej-sidan inför den lokala folkomröstningen om invandring till Sjöbo kommun. Under 1990 byggdes nya lokalavdelningar upp och i Kimstad deltog Sverigedemokraterna i protesterna mot en ny flyktingförläggning.

### 1991–1994
Valåret 1991 ställde ungefär en fjärdedel av partiets 43 lokalavdelningar upp i de allmänna valen, och partiet erhöll mandat i två fullmäktigeförsamlingar, Dals-Eds kommuns och Höörs kommuns. I detta val hade en del kandidater i Stockholms kommun, Mölndals kommun, Malmö kommun, Sigtuna kommun och Hedemora kommun tidigare figurerat i nationalsocialistiska sammanhang. Valkampanjen inleddes med ett demonstrationståg på Engelbrektsdagen den 27 april. Marschen samlade då 150 deltagare, till stora delar skinnhuvuden och uniformerade aktivister från VAM, som brukade dyka upp på Sverigedemokraternas möten och som man i mitten av 1990-talet tog avstånd från. I september höll partiet ett möte i Medborgarhuset i Stockholm. Bland talarna fanns Waffen-SS-veteranen Franz Schönhuber, då ledare för det tyska partiet Republikanerna. Även antisemiten och rasisten Anthony Hancock var närvarande på mötet. Den sverigedemokratiske politikern Joakim Larsson i Uppsala har kommenterat kontakterna med Franz Schönhuber.
När vänsterpartiets ledare Gudrun Schyman förstamajtalade i Kungsträdgården 1993 fanns Robert Vesterlund, ordförande för Sverigedemokratisk Ungdom, och två andra skinnskallar, i publiken beväpnade med en skarpladdad handgranat. Trion greps och Niklas Irberger, som suttit i Sverigedemokraternas styrelse, dömdes till ett års fängelse.

### 1994–1998
Valåret 1994 satsade partiet stort inför valet. Resultatet blev 13 954 röster i riksdagsvalet och sammanlagt fem kommunfullmäktigemandat fördelade på två i Höör, två i Dals-Ed och ett i Ekerö kommun. Även i denna valrörelse hade en del av partiets kandidater tidigare figurerat i nationalsocialistiska sammanhang. En av partiets grundare, Leif Ericsson, lämnade partiet 1994 för att senare bilda Hembygdspartiet. Valet resulterade i stora skulder och många aktiva medlemmar lämnade politiken. Lokalavdelningen i Ekerö och ytterligare enskilda medlemmar hoppade av partiet för att i stället ansluta sig till Leif Ericssons Hembygdsparti.
I december 1994 tog Jimmie Åkesson de första kontakterna med Sverigedemokraterna och Åkesson skriver själv i SDU Syds syd medlemsblad 1997 om händelserna att "Första kontakten med SD hade vi i december samma år, och under ett möte på nyårsafton beslöt vi oss för att börja arbeta partipolitiskt, och att en lokal SDU-avdelning så småningom skulle bildas.

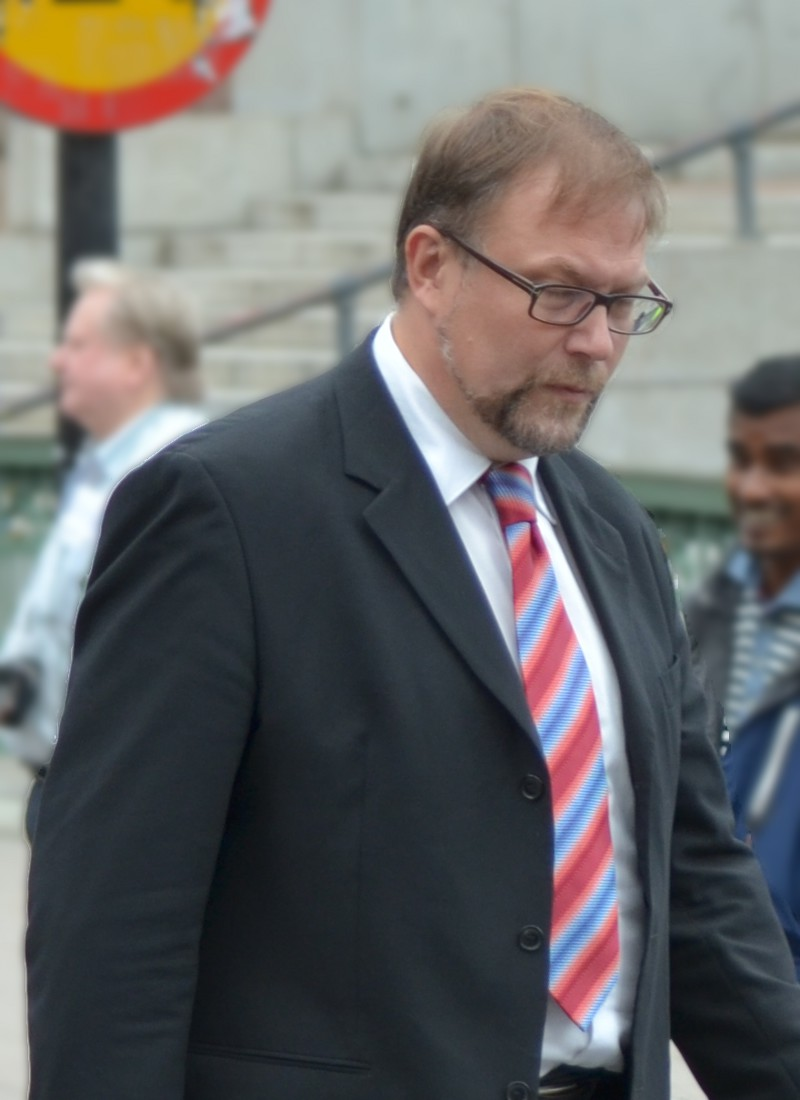
Mikael Jansson, som blev partiledare 1995.

Mikael Jansson från Örebro tog över partiledarskapet den 4 mars 1995, och började städa upp i partiet. Samma år lämnade Robert Vesterlund, tidigare ordförande för partiets ungdomsförbund SDU. Han blev istället ledande inom det högerextrema nätverket Info-14. 
Vid ett sommarläger för Nationalsocialistisk front 1996 brändes förintelselitteratur, bland annat författad av överlevaren Ferenc Göndör. Där höll den före detta vice ordföranden i SD och ledamot för Sverigedemokraterna i Höörs kommunfullmäktige, Tina Hallgren-Bengtsson, som vid tillfället var medlem i Sverigedemokraterna, tal iklädd naziuniform framför en stor hakkorsflagga. Partiet beslutade senare under året att förbjuda bombarjackor och uniformsliknande klädsel vid sina möten. Senare under 1996 lämnade Tina Hallgren-Bengtsson partiet för att aktivera sig i Nationalsocialistisk front.
Henrik Enmark, partistyrelseledamot i Sverigedemokraterna, och Lars Emanuelsson, partiorganisatör, använde 1997 hot och våld mot kommunfullmäktigeledamoten för SD i Ekerö, Freddy Fjällklint, och förmådde honom att skriva under ett skuldebrev och överföra pengar från sitt personkonto till Sverigedemokraternas riksorganisations postgirokonto. Motivet var att han hade hoppat av till Hembygdspartiet. Pengarna tillhörde lokalavdelningen, inte Fjällklint personligen. Emanuelsson och Enmark dömdes till fängelse för bland annat utpressning.
Inför riksdagsvalet 1998 fick Sverigedemokraterna ett betydande ekonomiskt stöd av franska Nationella fronten, för tryckning av politiskt material som bland annat valfoldrar. Utländska donationer har även senare finansierat Sverigedemokraternas politiska verksamhet. I valet 1998 hade partiet vuxit och antalet röster i riksdagsvalet ökade. I kommunvalen vann partiet sammanlagt åtta mandat. Partiets ungdomsförbund Sverigedemokratisk Ungdom (SDU) blev samma år ett självständigt och fristående förbund.

## 1999–2004
Sverigedemokraterna ställde 1999 upp i valet till Europaparlamentet och blev för första gången det största icke-riksdagspartiet. I valet erhöll SD 8 568 röster och i medierna beskrevs partiet som valets vinnare. Sverigedemokraterna kandiderade i kyrkovalet 2001 och erhöll två mandat på riksnivå i kyrkomötet och ett mandat i vardera Lunds och Stockholms stiftsfullmäktige. Med anledning av kyrkovalet grundades också ett nytt förbund, Fädernas kyrka. Samma år (2001) uteslöt partiledningen ett flertal företrädare ur partiet, vilka då bildade Nationaldemokraterna. Sverigedemokraterna menar själva att partiet i och med uteslutningen gjorde upp med sina ”extremistiska tendenser”.
Den 4 februari 2002 anslöt sig riksdagsmannen och före detta moderaten Sten Andersson till Sverigedemokraterna. Senare meddelade Sjöbopartiets grundare, kommunpolitikern Sven-Olle Olsson att även han anslutit sig till Sverigedemokraterna.
År 2003 uppmärksammade Expo att ordföranden och hälften av styrelsemedlemmarna partiets lokalavdelning i Gävle var dömda för brott, bland annat misshandel och hot mot tjänsteman. Flera av dem hade också kandiderat för partiet i kommunfullmäktigeval.
I december 2003 väckte partiorganisatören Tommy Funebo uppmärksamhet, då han, efter att ha anklagat ledande partiföreträdare för att i realiteten vara nationalsocialister, lämnade partiet. I Sveriges Televisions Debatt hävdade Tommy Funebo att en kommunpolitisk ansvarig för Sverigedemokraterna gjort en Hitlerhälsning på en fest där stora delar av partistyrelsen deltog och att en styrelseledamot tidigare kallat sig nationalsocialist. Både den kommunpolitiske ansvarige och styrelseledamoten Jimmy Windeskog uteslöts senare ur partiet, som en följd av Funebos avslöjanden.
I januari 2004 framkom att den belgiske författaren Bernard Mengal bidragit ekonomiskt till Sverigedemokraternas kampanj inför Europaparlamentsvalet samma år. Expressen fann att Mengal hade anklagats för rasistiskt tryckfrihetsbrott. Sverigedemokraterna hävdade att man gjort en egen granskning där man inte lyckades finna något stöd för anklagelserna, varför man tog emot pengarna. Partiet fick 1,1 procent av rösterna i Sverige i Europaparlamentsvalet 2004.

## 2005–2009

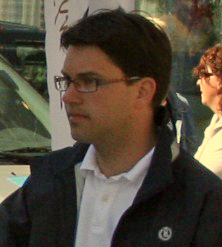
Jimmie Åkesson på ett torgmöte i Uddevalla 2009.

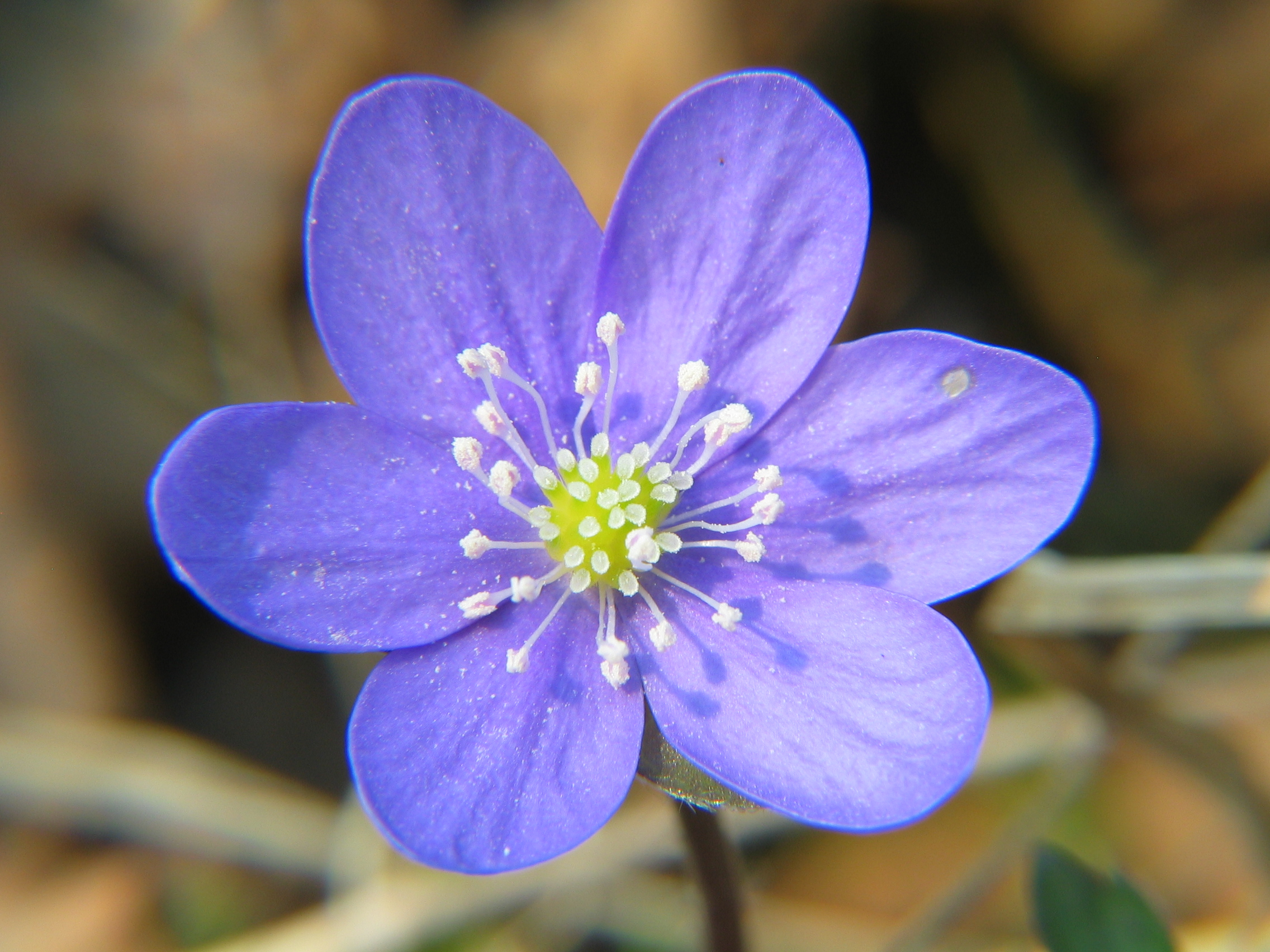
Sverigedemokraterna använder sig sedan 2006 av en blåsippa som partisymbol.

År 2005, på riksårsmötet i maj, valdes Jimmie Åkesson till partiledare för Sverigedemokraterna efter inre stridigheter. På samma årsmöte antog också partiet ett senare mycket kritiserat 33-punktsprogram om invandringen. Samma år uteslöts Sverigedemokraternas partisekreterare Jimmy Windeskog, efter att ha gjort en hitlerhälsning 2 år tidigare. Senare gick han istället över till Nationaldemokraterna.
Ett år senare bytte Sverigedemokraterna partisymbol. Tidigare hade SD haft en hand hållande en fackla i svenska flaggans färger, en symbol lånad av brittiska National Front. Den ersattes nu med en blåsippa. Jimmie Åkesson förklarade bytet av symbol med att partiet genomgått så djupgående förändringar att partiet inte var detsamma som för 10–15 år sedan och att detta måste visas i yttre symboler.
I kyrkovalet 2005 erhöll Sverigedemokraterna fyra av 251 mandat till kyrkomötet.
I riksdagsvalet 2006 erhöll Sverigedemokraterna 2,93 procent, och passerade därmed 2,5-procentsgränsen för statligt partistöd. Partiet gick framåt även i de kommunala valen och fick mandat i 144 av Sveriges 290 kommuners fullmäktigeförsamlingar. Inför valet hade, enligt Expo, en lokal partiföreträdare i Stockholm ett strategimöte med medlemmar från Nationaldemokraterna, ett parti som Sverigedemokraterna självt tar avstånd från och som Sverigedemokraterna har påstått har kopplingar till nationalsocialism. När uppgifterna om mötet nådde media uttalade partiets ordförande Jimmie Åkesson för Expo.se att agerandet, om händelsen ägt rum, var omdömeslöst. Inför valet 2006 framkom att var tionde av Sverigedemokraternas kandidater var kriminellt belastade.
Den 17 april 2007 mötte ett riksdagsparti Sverigedemokraterna i en offentlig debatt för första gången. Det var Folkpartiet liberalernas partisekreterare Erik Ullenhag som debatterade med Sverigedemokraternas partiledare Jimmie Åkesson i TV 8:s Adaktusson. Därefter följde debatter med både Moderata samlingspartiets partisekreterare Per Schlingmann och socialdemokraternas partiledare Mona Sahlin.

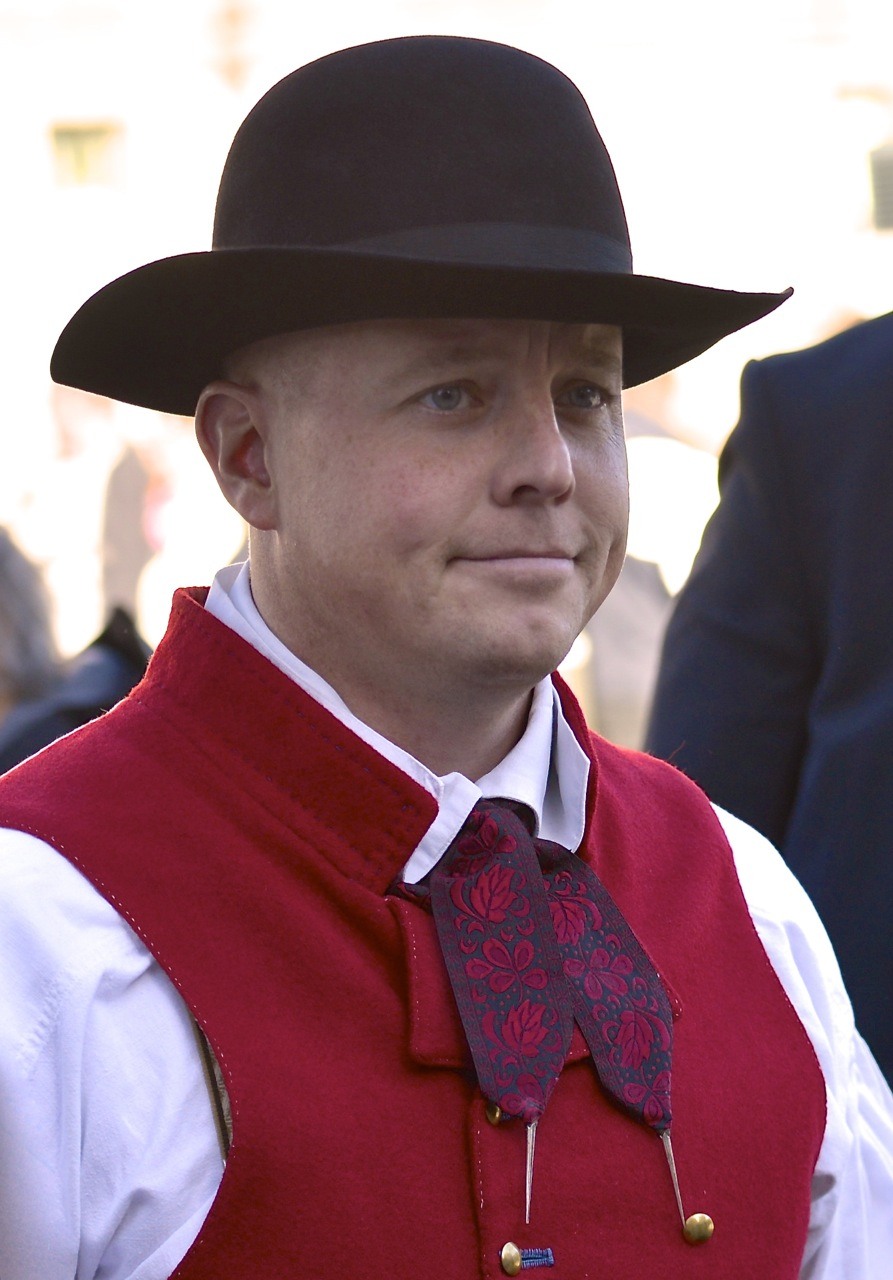
Björn Söder, 2014.

I augusti samma år väckte Sverigedemokraternas partisekreterare Björn Söder uppmärksamhet genom att på sin blogg på SD-Kuriren påstå att homosexualitet skulle vara en sexuell avart. Han jämförde också homosexualitet med tidelag och pedofili. Björn Söder har senare poängterat att kritiken var riktad mot Pridefestivalen och det han kallade sexualiseringen i samhället och inte mot homosexualitet i sig, men vidhöll att det handlade om avarter som inte var normala.
Tidskriften Expo visade strax före valet 2006 att nästan 10 procent av de som ställde upp för Sverigedemokraterna i valen till kommunfullmäktige samma år var straffade för brott under de då närmast föregående 15 åren. Ett flertal av toppkandidaterna hade varit dömda för grova brott, som misshandel, rån, dopingbrott och stöld.[källa behövs]
Under hösten 2006, på Region Skånes Kulturnämndsmöte, kritiserade Björn Söder Andres Serranos fotoutställning ”A history of sex” på regionmuseet Kulturen i Lund, vilket väckte mediauppmärksamhet. Björn Söder sa att "Sjuka utställningar som den i Lund får finansiera sig själva." Den kommenterades också av SDU:s ordförande Erik Almqvist som på sin blogg menade att Andres Serranos konst var ”sjuk” medan Anders Zorns var ”frisk”.
Aftonbladet uppmärksammade i maj 2007 att sjutton av partiets förtroendevalda kommunpolitiker hade dömts för brott, ett flertal av dem till fängelse och även i en del fall flera gånger. Samtidigt redovisade man att elva av partiets förtroendevalda kommunpolitiker hade stora skulder hos Kronofogden, i många fall för obetalt underhåll till sina barn. En av politikerna, Ronny Lind, ombads lämna partiet på grund av sin kriminella bakgrund och gjorde så, men behöll sin plats i kommunfullmäktige i Falköping.
År 2008 visade Expo och Expressen med hjälp av listor över postgiroinbetalningar och telefonlistor att medlemmar i Sverigedemokraterna gett finansiellt stöd till nationalsocialistiska organisationer. Kort därpå avsade sig en av de utpekade, Jan Kassberg, alla uppdrag inom partiet och lämnade sitt uppdrag som nämndeman i Gävle tingsrätt. Sverigedemokratiska företrädare kommenterade granskningen på sina hemsidor. Ytterligare en av de utpekade, Göran Lagrot, avgick en kort tid därefter.
I mars 2009 visade Sveriges Radios program Kaliber att flera aktiva sverigedemokrater uttryckte rasistiska yttranden om olika invandrargrupper, internt inom partiet. Programserien kom till efter att tre reportrar hade blivit medlemmar i partiet under sex månader för att granska partiet inifrån. I samma programserie redovisades en ljudinspelning där SDU:s förbundsordförande Erik Almqvist, partiledaren Jimmie Åkesson och andra medlemmar i partiet på en konferensresa till Tallinn sjöng till musik från olika typer av politiska band, däribland nazistisk och rasistisk sådan, och även sådan som satiriserar Olof Palmes död ("Olof Palme gick på bio" till melodin av "Deck the Halls"). Från de deltagande har hävdats att de också sjöng andra sånger, till exempel kommunistisk kampsång. Detta sägs inte förekomma på band.
I valet till Europaparlamentet 2009 fick Sverigedemokraterna 3,27 procent av rösterna. I kyrkovalet samma år fick Sverigedemokraterna 2,84 procent av rösterna i valet till kyrkomötet. Totalt utökade man där sina mandat från fyra till sju. Inför valet framkom uppgifter i media som visade att flera av Sverigedemokraternas kandidater i valet var dömda för brott.
Den 19 oktober 2009 publicerade kvällstidningen Aftonbladet en kontroversiell debattartikel författad av partiledaren Jimmie Åkesson, vari olika företeelser förknippade med islam beskrivs som det största hotet mot Sverige sedan andra världskriget. Jimmie Åkesson menade att Aftonbladets rubrik ”Muslimerna är vårt största utländska hot” innebar att han blev felciterad. Artikeln ledde till att Aftonbladet anmäldes ett antal gånger till Justitiekanslern (JK) för hets mot folkgrupp, men JK beslutade att artikeln inte kunde anses utgöra hets. De åsikter partiet förde fram i artikeln ledde till skarp kritik från såväl riksdagspartierna, som andra samhällsdebattörer,. Ett stort flertal av påståendena i artikeln motsades också av flera myndigheter och oberoende forskare
Inför valet 2010 hoppade partiets ledande företrädare i Mariestad, Staffan Gising, av partiet. Hans motivering var att han inte kan ställa sig bakom partiets syn på muslimer.
Partiet hade 31 december 2009 4 094 medlemmar.

## 2010–

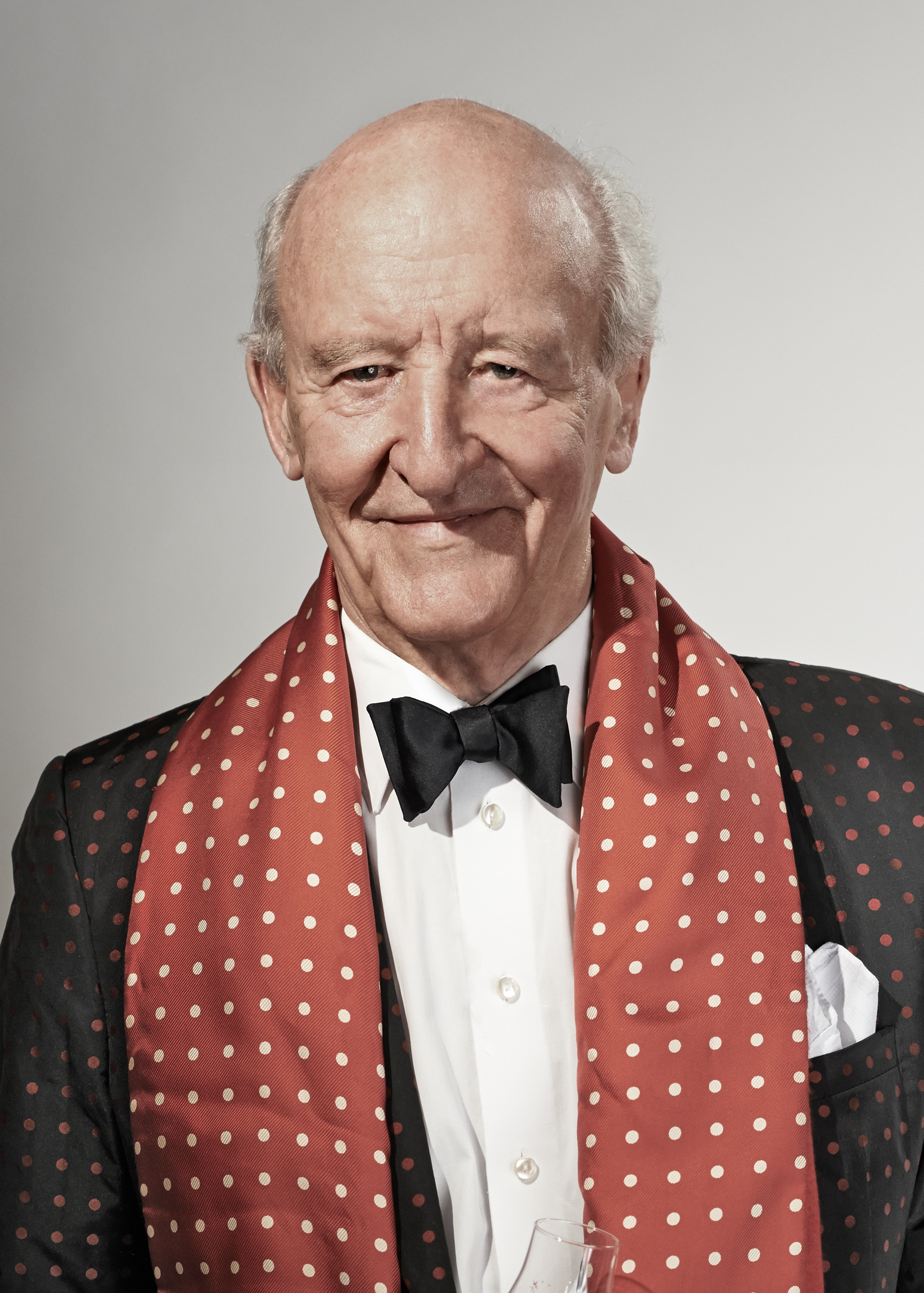
Greve Ian Wachtmeister som assisterade rådgivare åt Åkesson under 2010 års valrörelse.

Den 27 augusti 2010 beslutade sig TV4 för att inte sända Sverigedemokraternas reklamfilm. Bakgrunden var att TV4 menade att reklamfilmen kunde utgöra hets mot folkgrupp och att den bröt mot radio- och tv-lagen. Den 1 september 2010 bestämde sig TV4 att tillåta en omarbetad version av reklamfilmen där Sverigedemokraterna ersatt vissa avsnitt med texten "Censurerad av TV 4" och en hänvisning till hemsidan. Justitiekanslern (JK) beslutade senare att filmen inte utgjorde hets mot folkgrupp till den grad att det är straffbart. Inför riksdagsvalet 2010 fick partiet i flera opinionsundersökningar över fyra procent, vilket ledde till diskussioner om partiet kunde få en vågmästarroll efter valet. Företrädare för de dåvarande riksdagspartierna uttalade att de under inga omständigheter skulle komma att söka stöd från Sverigedemokraterna. Ian Wachtmeister, tidigare partiledare för det främlingsfientliga, nyliberala och högerpopulistiska partiet Ny demokrati, agerade rådgivare åt Jimmie Åkesson under 2010 års valrörelse.
I valet den 19 september erhöll Sverigedemokraterna 5,7 procent av rösterna och fick därmed 20 mandat i riksdagen och blev även vågmästare.

### Sverigedemokraterna i riksdagen
Den första omröstningen i riksdagen där Sverigedemokraterna deltog gällde valet av talman den 4 oktober 2010. Samtliga riksdagsledamöter från Sverigedemokraterna röstade på den tidigare talmannen, moderaten Per Westerberg. Dock menade man från flera håll att SD:s röster saknade avgörande betydelse eftersom två ledamöter från det rödgröna blocket var frånvarande och någon från detta block röstade på Per Westerberg. Sverigedemokraterna förklarade att man lade sin röst på Westerberg för att han var det största blockets kandidat.
Samma dag på kvällen var det ca 4 000 demonstranter på Sergels torg i Stockholm som protesterade mot att Sverigedemokraterna nu har kommit in i riksdagen.
I och med ingången i riksdagen fick partiet ökat ekonomiskt stöd. Det beräknades att det under mandatperioden 2010-2014 skulle få 231 miljoner kronor i partistöd, vilket i så fall var en fyrdubbling mot föregående period.
Sverigedemokraterna debuterade i sin första partiledardebatt den 3 november 2010. Åkesson som höll anförandet, inledde med orden:
| ”                                  | Fru talman. I valet fick Sveriges riksdag ett nytt parti för första gången på 19 år. (...) SD utmanar etablissemanget och är emot den splittringspolitik som är ett hot och som eroderar grunden för den svenska modellen med en solidarisk välfärd. | „ |
| – Jimmie Åkesson, 3 november 2010. | |   |

Den första gången SD påverkade direkt ett politiskt beslut, var den 9 december samma år. Då röstade SD för oppositionens beslut att spara 300 miljoner kronor i regeringskansliet. SD hade egentligen ett eget förslag om att spara över 600 miljoner, men de valde istället att rösta för oppositionens förslag för att över huvud taget få igenom en besparing. Regeringen Reinfeldts förslag om att inte ha någon besparing blev då nedröstat.

### Uttåg ur Storkyrkan
Biskopen i Stockholms stift, Eva Brunne, talade i Storkyrkan i Stockholm på den gudstjänst som inledde Riksmötets öppnande 5 oktober 2010. Predikan handlade bland annat om demonstrationer mot främlingsfientlighet och rasism. När hon i positiva ordalag nämnde en demonstration (där hon själv aktivt deltagit), direkt riktad mot det nyblivna riksdagspartiet Sverigedemokraterna som hade ägt rum i Stockholm dagen innan, lämnade de flesta sverigedemokratiska riksdagsledamöterna Storkyrkan i protest mot vad de ansåg vara ett politiskt ställningstagande av biskopen. Demonstrationen i Stockholm anordnades av Septemberalliansen, Stockholms antirasistiska kulturförening och Facebookgrupper mot rasism.
| ” | Igår kväll samlades många tusen människor i Stockholm och i olika delar av landet för att ge sin mening till känna. Ropa ut sin avsky mot det som gör skillnad på människor. Den rasism som säger att du är inte lika mycket värd som jag. Du ska inte ha samma rättigheter som jag. Du är inte värd ett liv i frihet. Och detta av en enda grund – att vi råkar vara födda i olika delar av vår värld. Det är inte värdigt en demokrati som vår att göra skillnad på människor. Det är inte möjligt för troende människor att göra skillnad på människor. Det är inte värdigt människor att göra skillnad på människor. Här räcker det inte att vi ger några hundra människor mandat att föra vår talan. Här har vi ett gemensamt uppdrag. Och om någon tystnar eller tystas i kampen för människovärde, måste vi se till att också stenarna ropar. Vi gör det med Guds hjälp. | „ |

De övriga partiledarna blev upprörda över Sverigedemokraternas agerande. "Ska man gå ut från Riksdagen också? Man måste kunna lyssna på kritiska åsikter", menade Mona Sahlin (S). Hon beskrev uttåget som patetiskt, medan Lars Ohly (V) tyckte att händelseförloppet klargjorde att Sverigedemokraterna var ett rasistiskt parti. Maud Olofsson (C) ansåg det vara märkligt att man valde att lämna kyrkan under en predikan som handlade om allas lika värde, samt att det var svårt att förstå hur man kunde vara negativt inställd till ett sådant budskap.
Göteborgs-Posten (liberal) yttrade i sin ledare 6 oktober 2010 om Jimmie Åkessons (SD) agerande att det var en "märklig reaktion av en partiledare som energiskt hävdar att hans parti inte härbärgerar några rasistiska åsikter." Ledaren i Dagens Nyheter (oberoende liberal) från samma datum, av Peter Wolodarski, var också kritisk mot aktionen och menade att Eva Brunnes predikan var en konventionell sådan om solidaritet, medmänsklighet och respekt för alla människors lika värde. Sverigedemokraternas protest sade enligt Wolodarski mer om partiet än om biskopen.
I en debattartikel publicerad i Svenska Dagbladet (obunden moderat) 6 oktober 2010 skrev Hans Wallmark (M), ledamot i Kyrkostyrelsen och i riksdagen, att det inte är ovanligt att man i predikstolen gör en personlig tolkning av evangeliet. Han ansåg inte Brunnes tolkning vara särskilt kontroversiell. Helle Klein, präst i Svenska kyrkan och tidigare politisk chefredaktör för Aftonbladet (oberoende socialdemokratisk), gick ett steg längre och berömde Eva Brunne. Biskopen gjorde det som var och en måste göra, menade Klein: "hon tydliggjorde människovärdet och nästankärleken och stod upp mot främlingsfientligheten."
Riksdagsledamoten Staffan Danielsson (C) kritiserade däremot predikan i en debattartikel i SvD den 7 oktober 2010 då Brunne enligt hans mening hade utgått från en politiserad demonstration och att Septemberalliansen består av en lös sammanslutning av radikala vänstergrupper, där ett flertal olämpliga uttalanden hade gjorts i talen enligt Danielsson. Däribland hade Lars Ohly (V), en av huvudtalarna, sagt att "det är ingen som ska lämna Sverige, förutom Sverigedemokraterna". Även prästen Dag Sandahl framförde 6 oktober liknande kritik mot biskopen; "och hur kan man få för sig att anknyta till en demonstration som uppenbart anordnats mot ett av riksdagspartierna när uppgiften är att predika för samtliga riksdagsledamöter."
Journalisten, författaren och debattören Göran Skytte menade vid en debatt i P1 Morgon att det var fel av Sverigedemokraterna att lämna Storkyrkan, men ansåg också att var uppseendeväckande att biskopen hade baserat sin predikan på en aggressiv demonstration, ledd av Lars Ohly. Författaren Dick Erixon menade att "det råder ingen tvekan om att biskopen gav tummen upp åt de vänsterextremister som misshandlar sverigedemokrater och saboterar deras möten med stenkastning."

### Premiären i Almedalen

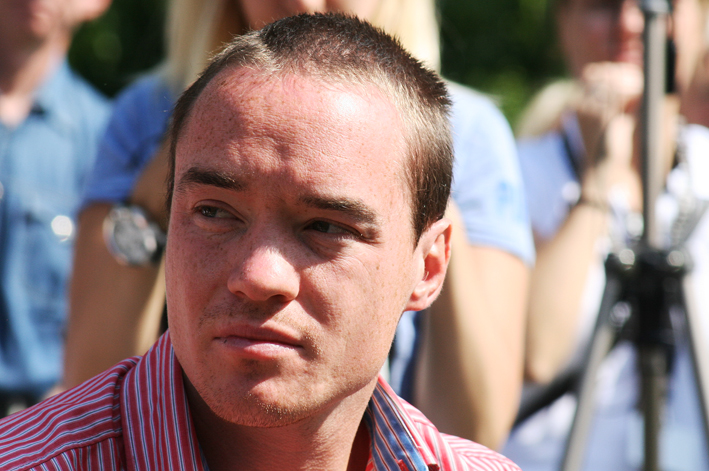
Kent Ekeroth i Almedalen 2011.

Den 10 juli 2011 var första gången som Sverigedemokraterna hade en egen dag i Almedalen på Gotland.

### Nationalism kompletteras med konservatism
I slutet av 2011 reviderade partiet sin ideologiska profil, genom att anta ett principprogram där man beskriver sig som socialkonservativt parti med nationalistisk grundsyn, som betraktar värdekonservatism och upprätthållandet av en solidarisk välfärdsmodell som de viktigaste verktygen i byggandet av det goda samhället. Partiföreträdare och flera politiska bedömare menar att detta inte innebär någon förändring av partiets politik.

### Järnrörsskandalen och Nolltolerans
I september 2012 publicerades en video på Youtube där partiets ekonomisk-politiske talesperson och pressekreterare Erik Almqvist hade kommit i bråk med komikern Soran Ismail. Den 12 oktober formulerade Jimmie Åkesson nolltolerans mot extremism, rättshaverister och rasistiska uttalanden, med hänvisning till att det med jämna mellanrum har framkommit uppgifter om att företrädare genom sitt agerande har skadat partiets anseende.

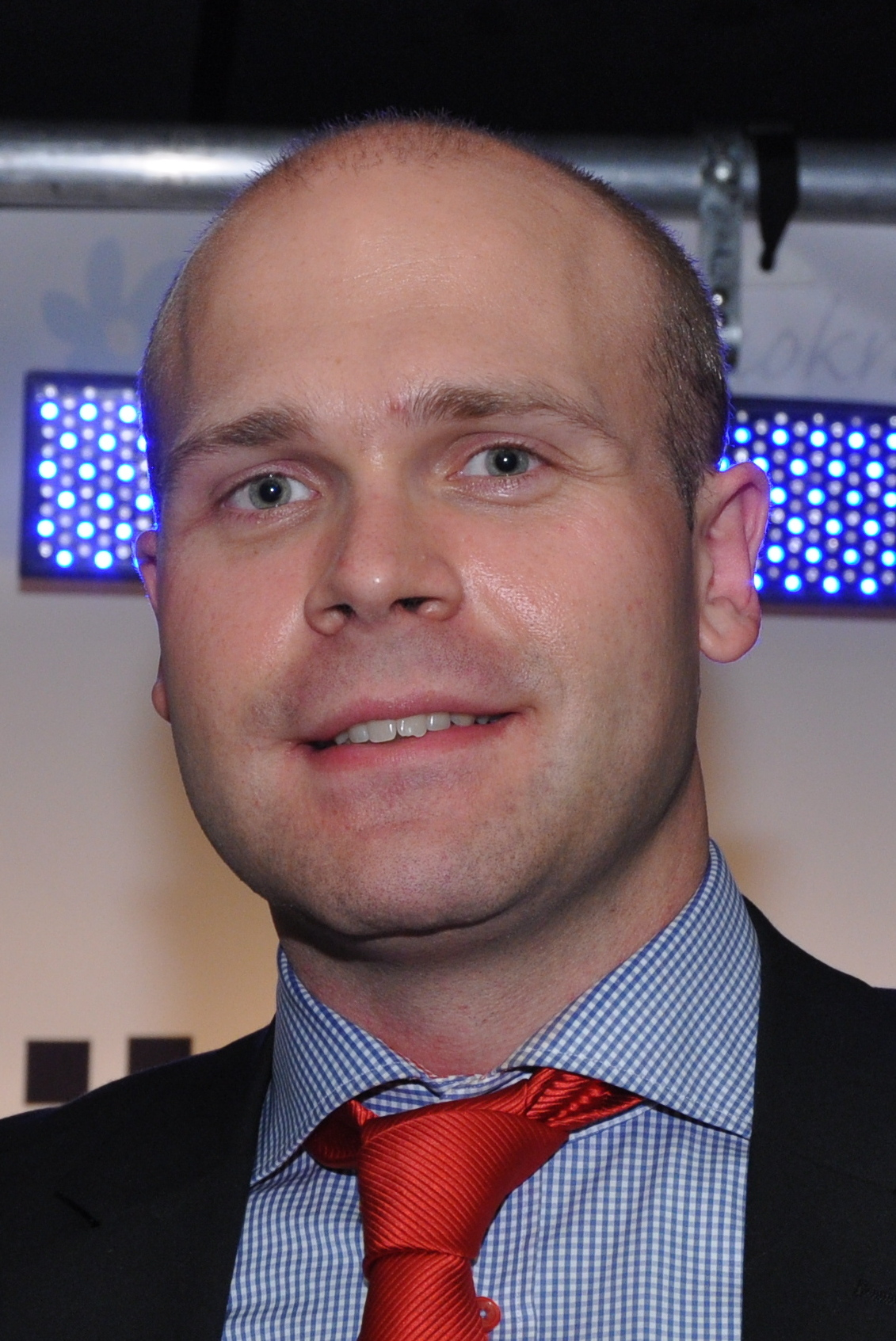
Erik Almqvist, som tillsammans med Kent Ekeroth och Christian Westling, var inblandade i Järnrörsskandalen

I november 2012 publicerade Expressen en video filmad av Kent Ekeroth (riksdagsledamot och partiets rättspolitiske talesperson) som visade att Erik Almqvist, och Stockholmspolitikern Christian Westling, hade beväpnat sig med järnrör en juninatt i Stockholm och gett sig på en berusad man. Enligt vittnen hade de fällt rasistiska och sexistiska kommentarer och knuffat en kvinna. Erik Almqvist avsattes därefter. Ekeroth och Westling lämnade en tid efteråt sina förtroendeuppdrag, men behöll tills vidare riksdagsplatserna.
Partiledningens beslut att sparka Erik Almqvist mötte hård kritik från ungdomsförbundet SDU, genom dess förbundsordförande Gustav Kasselstrand och vice förbundsordförande William Hahne. Kasselstrand avsattes strax efteråt från sin tjänst vid Sverigedemokraternas kansli, men kvarstod som SDU:s förbundsordförande. Några av partiets invalda kommunpolitiker övergick till nazistiska Svenskarnas parti eller blev politiska vildar.

### Näthat avslöjas
Researchgruppen avslöjade, under 2013 och 2014 i samarbete med Expressen och under 2015 med Aftonbladet, identiteterna på offentliga personer, däribland flera ledande SD-politiker, som anonymt hade uttryckt näthat eller rasistiska åsikter, och i ett fall även stöd till Anders Behring Breivik, på olika internetplattformar som Flashback, Avpixlat, Exponerat och Fria Tider. Sammanlagt 27 SD-politiker avgick följaktligen från sina politiska uppdrag under 2013-2014, bland annat riksdagsledamoten Christoffer Dulny, som istället arbetade som tjänsteman på Sverigedemokraternas riksdagskansli till maj 2017.
Sverigedemokraterna portade därför Expressen från sina valvakor 2014. Expressen och Researchgruppen belönades med  journalistpriser för deras arbete, inklusive Guldspaden 2013 och en nominering till Stora Journalistpriset, men deras metoder har även mött kritik för att tysta debattörer och kränka människors integritet kring privata saker de berättat på nätet.

### EU-val
Sverigedemokraterna kom in i EU-parlamentet, efter att ha fått 9,67 procent i Europaparlamentsvalet 2014, men ville vid tiden inte svara på om partiet skulle komma att samarbeta med parlamentets nazistiska och högerextrema partier.[källa behövs] Sverigedemokraterna gick år 2016 med i den starkt EU-kritiska Gruppen Frihet och direktdemokrati i Europa (EFDD), men bytte år 2018 partigrupp till den något mindre EU-kritiska Gruppen Frihet och direktdemokrati i Europa (ECR).

### Brytning med ungdomsförbundet
Konflikten mellan Sverigedemokraterna och ungdomsförbundet SDU under Kasselstrands ledning blev långdragen. Den nådde sin kulmen under våren 2015, då Kasselstrand och Hahne uteslöts ur moderpartiet då de enligt partiledningen haft samröre med den fascistiska organisationen Nordisk Ungdom. Under förbundskongressen i september 2015 vann valberedningens kandidat Jessica Ohlson striden om posten som förbundsordförande mot partiledningens kandidat Tobias Andersson. Några timmar efter valet meddelade Sverigedemokraterna att de bryter allt samarbete med sitt ungdomsförbund. Några dagar därefter uteslöts hela förbundsledningen ur partiet. Medan moderpartiet menade att SDU arbetade mot partiet och hade företrätt en alltför radikal nationalistisk linje, menade ungdomsförbundets ledning att konflikten snarare bottnade i partiledningens maktfullkomlighet och brist på respekt för interndemokrati.
Den 1 oktober 2015 lanserade Sverigedemokraterna sitt nya ungdomsförbund Ungsvenskarna SDU med Tobias Andersson som nationell talesperson.